# 艾絲特·杜芙若
艾絲特·杜芙若 （法語：[dyflo]，1972年10月25日—），法裔美國經濟學家，阿卜杜勒·拉蒂夫·賈米爾貧困行動實驗室（J-PAL）聯合創始人，2019年諾貝爾經濟學獎得主之一，現在美國麻省理工學院擔任發展經濟學教授。杜芙若是國家經濟研究局副研究員，服務於經濟分析董事會，是經濟和政策研究的發展經濟學主管。

## 生平
杜芙若生於巴黎的一個基督新教家庭，父亲是數學家，母亲是一名儿科医生。她就讀亨利四世中學時專修文科，後考入巴黎高等師範學校主修歷史；但與時任教於巴黎高等師範學校的湯瑪斯·皮克提深談後，決定轉攻應用經濟學。1994年獲得巴黎高等師範學校歷史學碩士，論文寫的是蘇聯五年計劃；1995年獲得社會科學高等學院經濟學碩士(DEA)，同年入麻省理工學院經濟學研究所，1999年於印度裔教授阿比吉特·班纳吉的指導下完成博士論文（2015年兩人結婚）。2004年獲得普林斯頓大學經濟系終身職；2010年獲約翰·貝茨·克拉克獎。2019年以因「在減輕全球貧困方面的實驗性做法」，而與丈夫阿比吉特·班纳吉和麥可·克雷默一起獲得諾貝爾經濟學獎。她是該獎繼埃莉諾·奧斯特羅姆後第二位女性得主，也是至今最年輕的得主（47歲）。

## 扩展阅读
- 沈诞琦. . 《三联生活周刊》. 2014-10-17.